# Philippe Richard (acteur)
Pour les articles homonymes, voir Philippe Richard et Richard.
Auguste Philippe Richard, né le 24 juin 1891 à Saint-Étienne et mort le 24 décembre 1973 dans le 14e arrondissement de Paris, est un acteur français.

## Filmographie
- 1921 : Les Trois Mousquetaires de Henri Diamant-Berger (film muet en 12 épisodes d’une heure)
- 1923 : La Dame de Monsoreau de René Le Somptier – le Duc d’Anjou
- 1924 : La Voyante de Leon Abrams
- 1926 : La Femme nue de Léonce Perret
- 1932 : Les Amours de Pergolèse (Pergolesi) de Guido Brignone – le brigand Talandri
- 1932 : Entre deux forces ou La Complice de Giuseppe Guarino
- 1932 : L'affaire est dans le sac de Pierre et Jacques Prévert – le domestique
- 1932 : Fantômas de Paul Fejos – Michel, le détective
- 1933 : L'Agonie des aigles de Roger Richebé – Louis
- 1933 : La Merveilleuse Tragédie de Lourdes de Henri Fabert
- 1933 : Le Tunnel de Curtis Bernhardt – l’ingénieur Harriman
- 1934 : La Cinquième Empreinte de Karl Anton
- 1934 : Nuit de mai de Gustav Ucicky et Henri Chomette
- 1934 : Turandot, princesse de Chine de Gerhard Lamprecht et Serge Veber
- 1934 : Le Scandale de Marcel L'Herbier – le juge
- 1934 : Sans famille de Marc Allégret (non crédité)
- 1934 : Zouzou de Marc Allégret – le commissaire de police (non crédité)
- 1935 : Le Baron tzigane de Henri Chomette – Pali
- 1935 : Baccara d’Yves Mirande – l’huissier audiencier (non crédité)
- 1935 : Barcarolle de Gehrard Lamprecht et Roger Le Bon – Motta
- 1935 : Le Diable en bouteille de Heinz Hilpert et Reinhart Steinbicker – Macco
- 1935 : Sous la terreur de Giovacchino Forzano et Marcel Cohen
- 1936 : L’Argent de Pierre Billon
- 1936 : Les Amants traqués de Robert Siodmak – le procureur
- 1936 : Port-Arthur de Nicolas Farkas
- 1936 : Au service du tsar de Pierre Billon
- 1936 : L'Homme du jour de Julien Duvivier
- 1936 : 27, rue de la Paix de Richard Pottier – officiel de la police
- 1936 : Nitchevo de Jacques de Baroncelli – le gardien chef
- 1937 : La Bataille silencieuse de Pierre Billon - le commandant
- 1937 : Un grand amour de Beethoven d’Abel Gance
- 1937 : Pépé le Moko de Julien Duvivier – l’inspecteur Janvier
- 1937 : La Citadelle du silence de Marcel L'Herbier
- 1937 : Le Club des aristocrates de Pierre Colombier – le majordome
- 1937 : Yoshiwara de Max Ophüls – l’attaché russe
- 1937 : L'Alibi de Pierre Chenal – John Gordon
- 1937 : L'Occident de Henri Fescourt
- 1937 : Police mondaine de Michel Bernheim et Christian Chamborant
- 1938 : Le Roman de Werther de Max Ophüls - le grand-duc
- 1938 : La Femme du bout du monde de Jean Epstein – le capitaine Sueur
- 1938 : Adrienne Lecouvreur de Marcel L'Herbier – le médecin
- 1938 : L'Ange que j'ai vendu de Michel Bernheim
- 1938 : Café de Paris d’Yves Mirande – l’ami de l'auteur
- 1938 : Remontons les Champs-Élysées de Sacha Guitry – Louis XVIII
- 1938 : Gibraltar de Fyodor Otsep
- 1938 : Conflit de Léonide Moguy – le chirurgien
- 1939 : Le Prince Bouboule de Jacques Houssin – Ricard
- 1939 : La Brigade sauvage de Marcel L'Herbier et Jean Dréville
- 1939 : La Fin du jour de Julien Duvivier – le maréchal Marmont
- 1939 : La Charrette fantôme de Julien Duvivier – le patron du cabaret
- 1939 : Le Chemin de l'honneur de Jean-Paul Paulin - le major
- 1939 : L'Émigrante de Léo Joannon – le médecin-chef
- 1939 : Pièges de Robert Siodmak
- 1939 : Eau vive, court métrage de Jean Epstein
- 1940 : Sérénade de Jean Boyer – le prieur
- 1940 : Paris-New York d’Yves Mirande – le commandant
- 1940 : De Mayerling à Sarajevo de Max Ophüls (non crédité)
- 1940 : Monsieur Hector de Maurice Cammage – le gérant
- 1941 : Les Corrupteurs de Pierre Ramelot -(court métrage)-
- 1941 : Le Valet maître de Paul Mesnier – Castaneix
- 1941 : Ce n'est pas moi de Jacques de Baroncelli
- 1942 : La Duchesse de Langeais de Jacques de Baroncelli – le portier
- 1942 : La Loi du printemps de Jacques Daniel-Norman – Louis
- 1942 : Vie privée de Walter Kapps – le directeur
- 1943 : La Grande Marnière de Jean de Marguenat – l’avocat général
- 1946 : Triple enquête de Claude Orval
- 1947 : L'Homme de la nuit de René Jayet – M. Sapin
- 1947 : Boîte de nuit (court métrage) de Pierre Blondy
- 1947 : Mandrin de René Jayet (Le Libérateur, 1re époque et Tragédie d’un siècle, 2e époque) – Carcasse
- 1948 : Le Diable boiteux de Sacha Guitry – Louis-Philippe ; un laquais
- 1948 : La Femme que j'ai assassinée, de Jacques Daniel-Norman
- 1948 : Piège à hommes de Jean Loubignac
- 1948 : Crime à la clinique (court métrage) de Pierre Blondy
- 1948 : Une journée chargée (court métrage) de Henry Lepage
- 1949 : Une nuit de noces de René Jayet – le président
- 1950 : Véronique de Robert Vernay – le bourgeois
- 1950 : Les Aventuriers de l'air de René Jayet
- 1950 : Le Clochard milliardaire de Léopold Gomez - L'industriel
- 1950 : Vedettes et Chansons (court métrage) de Bernard Roland
- 1951 : Le Chéri de sa concierge de René Jayet – le cardinal
- 1951 : Atoll K de Léo Joannon – le directeur
- 1951 : La nuit est mon royaume de Georges Lacombe – le directeur
- 1952 : Au cœur de la Casbah de Pierre Cardinal – Gros Polo
- 1952 : Les Sept Péchés capitaux, segment La Luxure réalisé par Yves Allégret – l’évêque (non crédité)
- 1952 : Les Belles de nuit de René Clair (non crédité)
- 1952 : Le Plus Heureux des hommes d'Yves Ciampi : Bayader
- 1953 : Kœnigsmark de Solange Térac
- 1953 : Des quintuplés au pensionnat de René Jayet – le maire
- 1953 : L'Appel du destin de Georges Lacombe – le directeur
- 1953 : Quand tu liras cette lettre de Jean-Pierre Melville
- 1953 : L'Ennemi public numéro un de Henri Verneuil – le directeur du magasin (non crédité)
- 1954 : Le Défroqué de Léo Joannon – le maître d'hôtel
- 1954 : Si Versailles m'était conté... de Sacha Guitry – Louis-Philippe
- 1954 : Sidi Bel Abbès de Jean Alden-Delos
- 1954 : Le Mouton à cinq pattes de Henri Verneuil – Don Gormas
- 1954 : Le Comte de Monte-Cristo de Robert Vernay – l’inspecteur
- 1955 : Lola Montès de Max Ophüls – le colonel
- 1956 : Si Paris nous était conté de Sacha Guitry – Louis-Philippe
- 1956 : Les carottes sont cuites de Robert Vernay – un invité
- 1956 : Les Lumières du soir (Mère abandonnée) de Robert Vernay
- 1957 : Police judiciaire de Maurice de Canonge
- 1957 : Énigmes de l'histoire, épisode 5 La double mort du tsar Alexandre Ier de Stellio Lorenzi (TV)
- 1960 : Le Bal des espions de Michel Clément et Umberto Scarpelli – Gallizi
- 1966 : La Grande Peur dans la montagne de Pierre Cardinal (TV)

## Théâtre
- 1922 : Le Souffle du désordre de Philippe Faure-Fremiet, mise en scène Fernand Bastide, théâtre des Mathurins
- 1923 : Le Masque de fer de Maurice Rostand, théâtre Mogador
- 1931 : Le Cyclone de Somerset Maugham, mise en scène Jacques Baumer, théâtre des Ambassadeurs
- 1936 : Allo, Police Secours de Chas D. Strongstone, mise en scène Charles de Rochefort, théâtre Charles de Rochefort
- 1944 : Forfaiture de Sessue Hayakawa, mise en scène Duard fils, théâtre de l'Ambigu
- 1948 : Le Diable boiteux de et mise en scène Sacha Guitry, théâtre Édouard VII
- 1959 : La Cathédrale de René Aubert, mise en scène Pierre Valde, théâtre Hébertot